# 25 км (колійний пост, Одеська залізниця)
25 кіломе́тр — залізничний колійний пост Одеської дирекції Одеської залізниці.
Розташований на південно-східній околиці смт Великодолинське Одеського району Одеської області на лінії Одеса-Застава I — Арциз між станціями Ксенієве (7 км) та Аккаржа (4 км).
Точна дата відкриття колійного поста невідома. Пост виник між 1962 та 1980 роками. Електрифікований 1973 року. Зупиняються приміські електропоїзди.